# Хронология истории Лагоса
Ниже приводится хронология истории мегаполиса Лагос, Нигерия.

## До XIX века
- 1472 — Руй ди Сикейра из Португалии называет область «Лаго де Курамо».
- 1600 — Бенинский воин Ашипа становится королем — Обой.
- 1630
  - Король Адо у власти.
  - Построен королевский замок Ига Идунганран (приблизительная дата).
- 1669 год — король Габаро у власти.
- 1704 — Король Акинсемойн у власти.
- 1749
  - Элету Кекере становится Обой.
  - Король Ологун Кутере у власти.
- 1775 — Аделе Аджосун становится Обой.
- 1780 — Эшилокун становится Обой.

## XIX век
- 1829 — Оба Идеу Оджулари у власти
- 1837 — Оба Олуволе у власти
- 1841 — Акитое становится Обой[1]
- 1845 — Оба Косоко у власти[1]

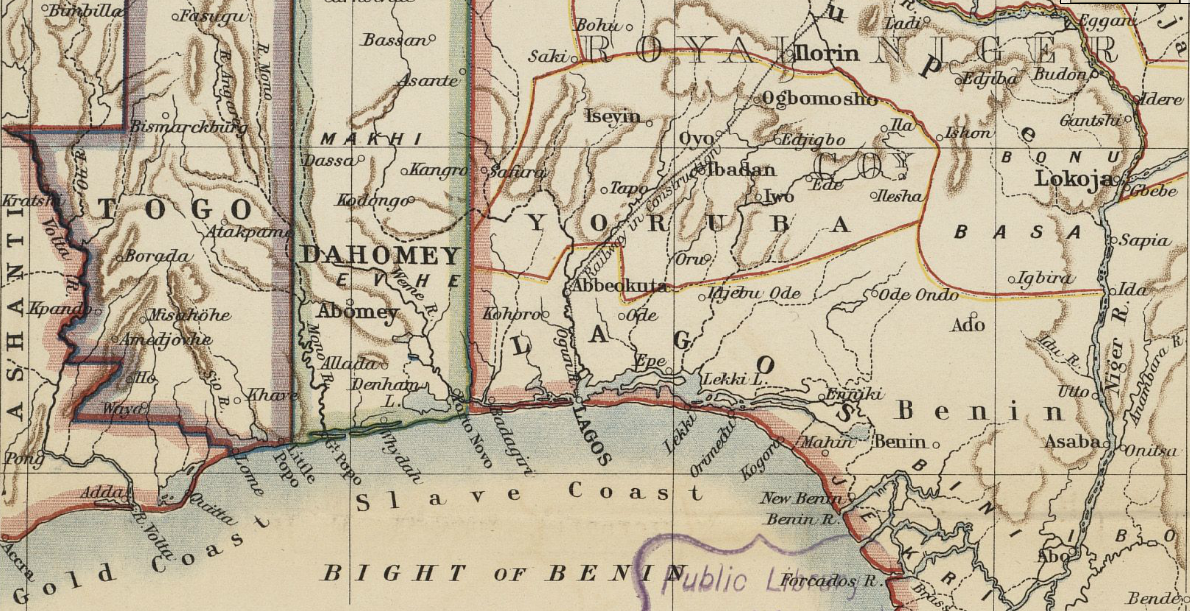
Деталь карты 1898 года с изображением Лагоса.

- 1851 — Британская бомбардировка Лагоса[2][3]
- 1852 — Создано британское консульство, начинается девятилетний консульский период[3]
- 1853 — Король Досунму у власти.
- 1859 — Открывается школа в Бариге, пригороде Лагоса в нынешнем штате Лагос, которая является самой старой средней школой в Нигерии. Основана 6 июня 1859 года Церковным миссионерским обществом.
- 1860 — Основана католическая миссия.[4]
- 1861 — Лагос аннексирован англичанами[1][2]
- 1862 — Лагос становится британской колонией.
- 1866 — Население: 25 083.
- 1878 — Открыта методистская средняя школа для мальчиков.
- 1881 — Население: 37 452 человека.
- 1885 — Оба Ойекан у власти.
- 1886 — Телефонные кабели соединяют Лагос с Лондоном[5]
- 1888 — Создана Торговая палата Лагоса[6][7]
- 1889 — Построено здание суда.
- 1894
  - Начинают выходить газеты «Lagos Echo» и «Lagos Standard».[8]
  - Создан Банк Британской Западной Африки.[9]
- 1898 — Начато электрическое уличное освещение.[5]
- 1899
  - Создан Англо-Африканский банк.[7]
  - Британец Уильям МакГрегор становится губернатором колонии Лагос.
- 1900 — Ибаданско-Лагосская железная дорога начинает работу.[10]

## XX век

### 1901—1959
- 1901
  - Оба Эшугбайи Элеко у власти.
  - Построен Картеровский мост.
  - Основан Институт Лагоса.[11]
  - Население: 41 487 человек.

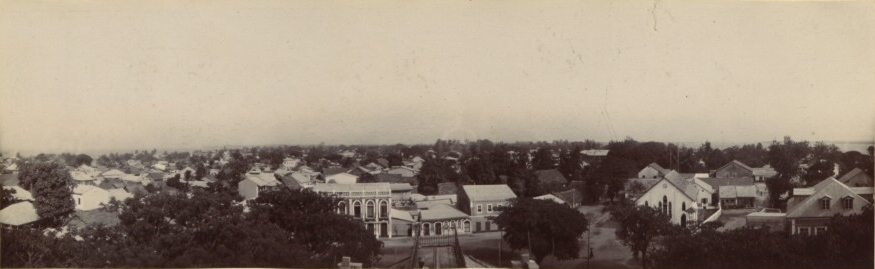
Лагос колониальной эпохи, ок.1910

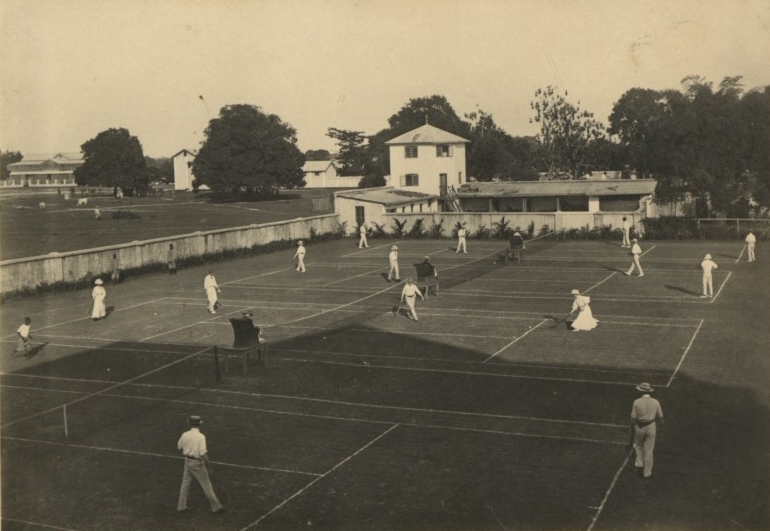
Британцы на теннисных кортах Дома правительства в Лагосе, ок.1910

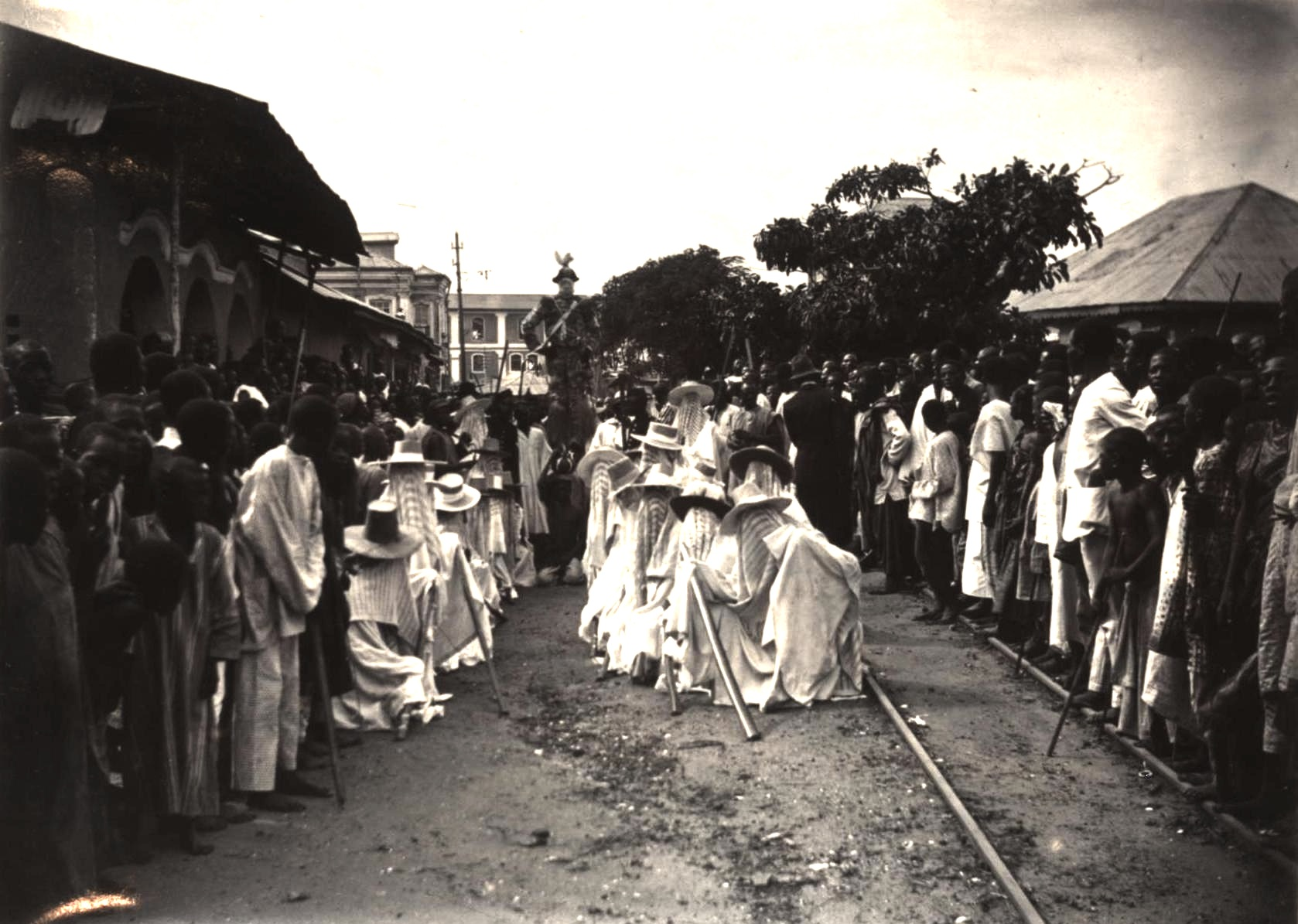
Лагос, 1912

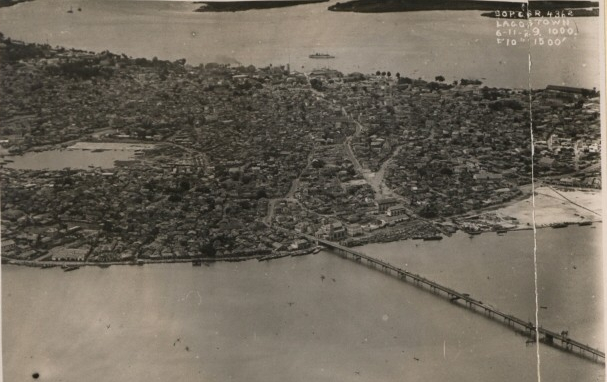
Аэрофотосъемка Лагоса в 1929 году

- 1903 — Работу начинает художник Айна Онаболу.[12]
- 1908 — создан Лагосский муниципальный совет здравоохранения[13] и партия Народный союз [14] .
- 1909 — Основан Королевский колледж в Лагосе.[1]
- 1911
  - Железная дорога Кано-Лагос начинает работу.
  - Создано отделение Общества по борьбе с рабством и защитой аборигенов.[14]
  - Население: 73 766 человек.
- 1913 — Построен Апапский причал.[15]
- 1914
  - Лагос становится столицей британской колонии и протектората Нигерии.[16]
  - Начинает выходить газета «Lagos Central Times» (приблизительное время).
  - Начинает работу автобусная компания «Anfani Bus Service».[17]
- 1917 — Созданы Городской совет Лагоса[1] и Колониальный банк[7].
- 1920-е годы — основана Лагосская женская ассоциация торговцев.[18]
- 1921 — Население: 98 303 человека.
- 1923
  - Основаны «Ансар Уд Дин» (исламское реформистское движение) и Лагосская женская лига[19].
  - Нигерийская национально-демократическая партия основана в Лагосе.[14]
- 1925
  - Оба Ибикунле Акитое у власти.
  - Газета «Lagos Daily News'»' начинает выход.[20]
- 1926
  - Газета «Nigerian Daily Times» начинает выход.[20]
- 1927 — Основан Колледж Королевы[13].
- 1928
  - Оба Сануси Олуси у власти.
  - Основаны Колледж Святого Григория и Лагосский Книжный клуб.[21][22]
- 1930 — Построен стадион.
- 1931
  - Открыта библиотека Тома Джонса.[22]
  - Население: 126 474 человек.
- 1932
  - Оба Фалолу у власти.
  - Основаны колледж Игбоби и Ябский Высший колледж.
- 1939 — Построена усадьба Яба.
- 1943 — Открытие художественно-выставочного центра и музея Лагоса.[1]
- 1944 — Нигерийская женская партия организована в Лагосе.[18][23]
- 1945 — Основан женский Колледж Святого Сына в Обаленде.
- 1946
  - Построен англиканский собор.[24]
  - Основана пивоваренная компания «Nigerian Breweries».
- 1947 — Основан Ябский технологический колледж.
- 1949
  - Организован «Комитет по контролю за арендной платой».[7]
  - Оба Адениджи Аделе у власти.
- 1950
  - Создан совет мэра; Абубакар Ибийинка Олорун-Нимбе избран мэром.[13]
  - Создана Римско-католическая архиепархия Лагоса.[25]
- 1951 — Лагос становится частью Западного региона.
- 1952 — Население: 267 407 человек.[26]
- 1957
  - Основан Нигерийский национальный музей.
  - Начинается издание газеты «Irohin Imole» на языке йоруба.[27]
- 1958 — Основан футбольный клуб «Stationery Stores F.C.» .

### 1960—1999
- 1960 — Создана Фондовая биржа.
- 1961 — Основан Нигерийский Институт иностранных дел[28].
- 1962 — Основан Университет Лагоса[1].
- 1963
  - Построен небоскреб «Дом Независимости»[29].
  - Население: 655,246.
- 1964
  - Построена Национальная библиотека Нигерии[29].
  - Основана школа ливанской общины.
- 1965 — Обой становится Адейинка Ойекан II.
- 1967
  - Создан штат Лагос.
  - Губернатором штата Лагос становится Моболаджи Джонсон[30].
- 1972 — Построен Национальный стадион
- 1973 — Проведены Вторые Всеафриканские игры.
- 1975
  - Построен мост Эко.
  - Основаны Колледж Федерального правительства в Лагосе и футбольный клуб «Bridge Boys».
  - Губернатором штата Лагос становится Адекунле Лаваль[30].
  - Население: 1,060,848 в городе; 1,476,837 в агломерации.
- 1976 — Построен Национальный театр искусств.
- 1977
  - В Фестаке проводится второй всемирный Африканский фестиваль искусства и культуры[1][12].
  - Солдаты уничтожают в Мушине самопровозглашенную Республику Калакута, основанную певцом Фели Кута.
  - В Ябе основан Нигерийский Институт медицинских исследований (приблизительная дата)[31].
  - Губернатором штата Лагос становится Ндубуйси Кану[30].
- 1978 — Губернатором штата Лагос становится Эбиту Укиве[30].
- 1979
  - Открывается аэропорт Мурталы Мухаммеда.
  - Губернатором штата Лагос становится Латиф Джаканде[30].
- 1980
  - Построено шоссе Бадагри-Лагос.
  - Принят план экономического развития Африки — «Lagos Plan of Action».
  - Основана военизированная средняя школа им. Апаты.
- 1981
  - Основана Международная школа Лагоса.
- 1982 — Основана Школа на индийских языках.
- 1983
  - Начинает выходить газета «Vanguard».
  - Бизнес начинает первый ресторан «Mama Cass».
- 1984 — Губернатором штата Лагос становится Гболахан Мудасиру[30].
- 1985 — Начинает выходить газета «Newswatch».
- 1986 — Губернатором штата Лагос становится Майк Ахигбе[30].
- 1988 — Губернатором штата Лагос становится Раджи Расаки[30].
- 1989
  - Проводится Чемпионат Африки по легкой атлетике.
  - Основан Межконтинентальный банк («Intercontinental Bank»).
- 1990
  - Открыт третий мост на континент — «Third Mainland Bridge».
  - Основаны Политехникум Лагоса и банк «Equitorial Trust Bank».
  - Население в агломерации: 4,764,000[32].
- 1991
  - Федеральное правительство и столица государства переносится из Лагоса в Абуджу[1].
  - Начинает выходить газета «Tell Magazine».
  - Открывается Алмазный банк («Diamond Bank»).
  - Основана Лагосская школа бизнеса.
- 1992
  - Основана Футбольная Академия Пепси[33].
  - Катастрофа военного C-130 под Лагосом.
  - Губернатором штата Лагос становится Майкл Отедола[30].
- 1993
  - Открывается парк Сады Джхалобии[34].
  - Губернатором штата Лагос становится Олагунсойе Ойинлола[30].
- 1994
  - Бизнес начинает Chocolat Royal[35].
  - Начинает выходить газета «P.M. News».
- 1995
  - Начинает выходить газета «Thisday».
  - Население в агломерации: 5,966,000[32].
- 1996
  - Открывается частная школа «Babington Macaulay Junior Seminary».
  - Бизнес начинает сеть ресторанов «Tastee Fried Chicken».
  - Губернатором штата Лагос становится Мохаммед Буба Марва[30].
- 1997
  - В Лагосском Мериленде открывается частная школа «Redeemer’s International Secondary School».
  - Начинает работу сеть ресторанов быстрого обслуживания «Tantalizers».
- 1999
  - 20 февраля: выборы в парламент Нигерии.
  - Губернатором штата Лагос становится Бола Тинубу[30].
- 2000 — Население в агломерации: 7,233,000[32].

## XXI век

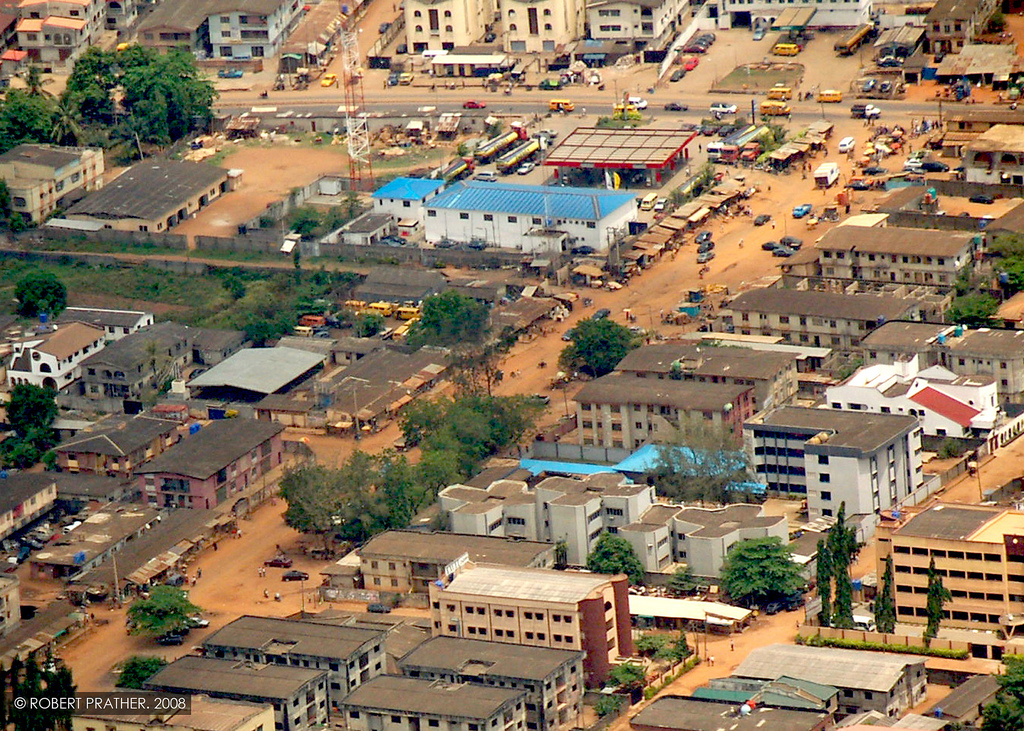
Лагос, 2008

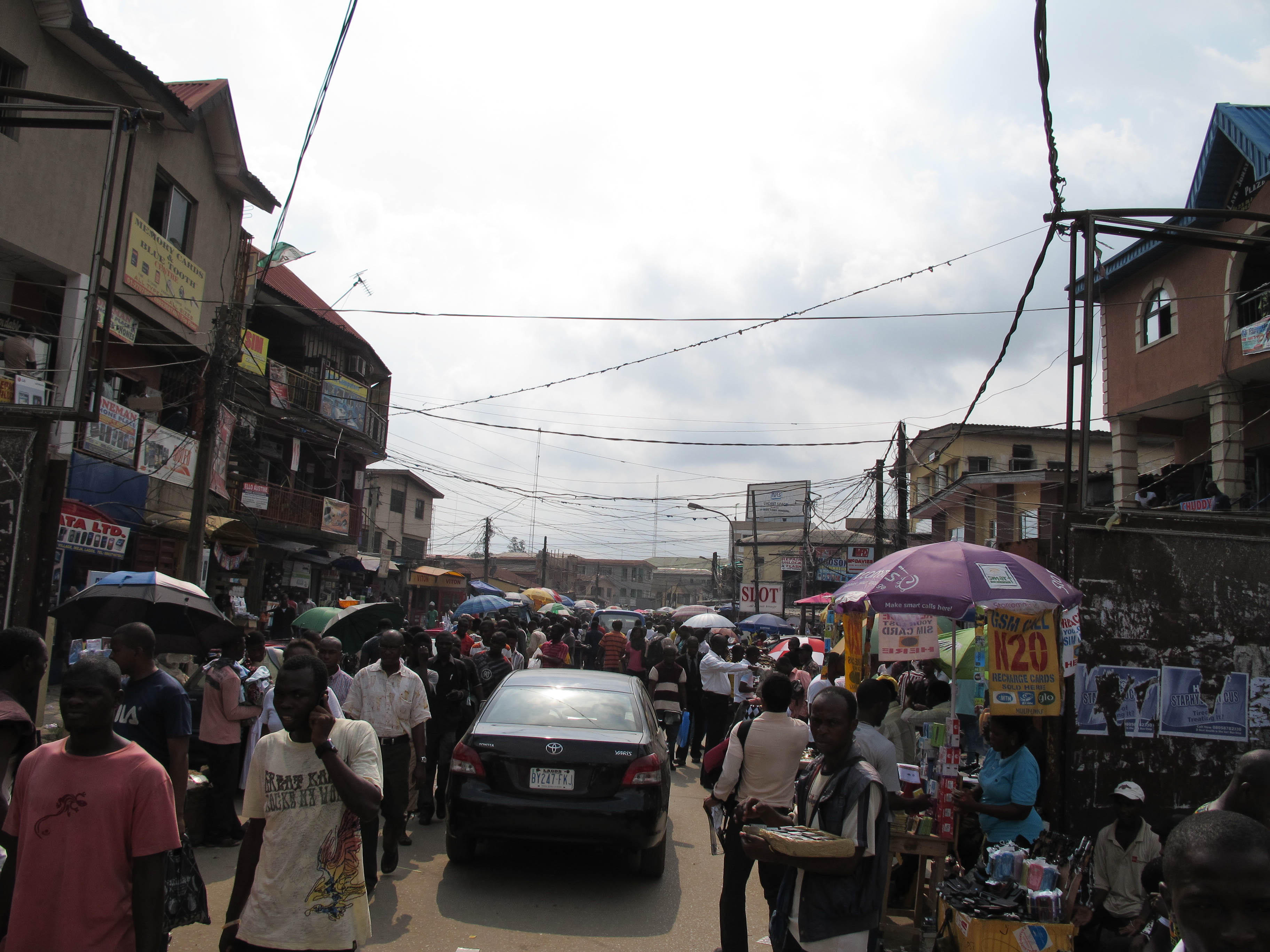
Лагос, 2010

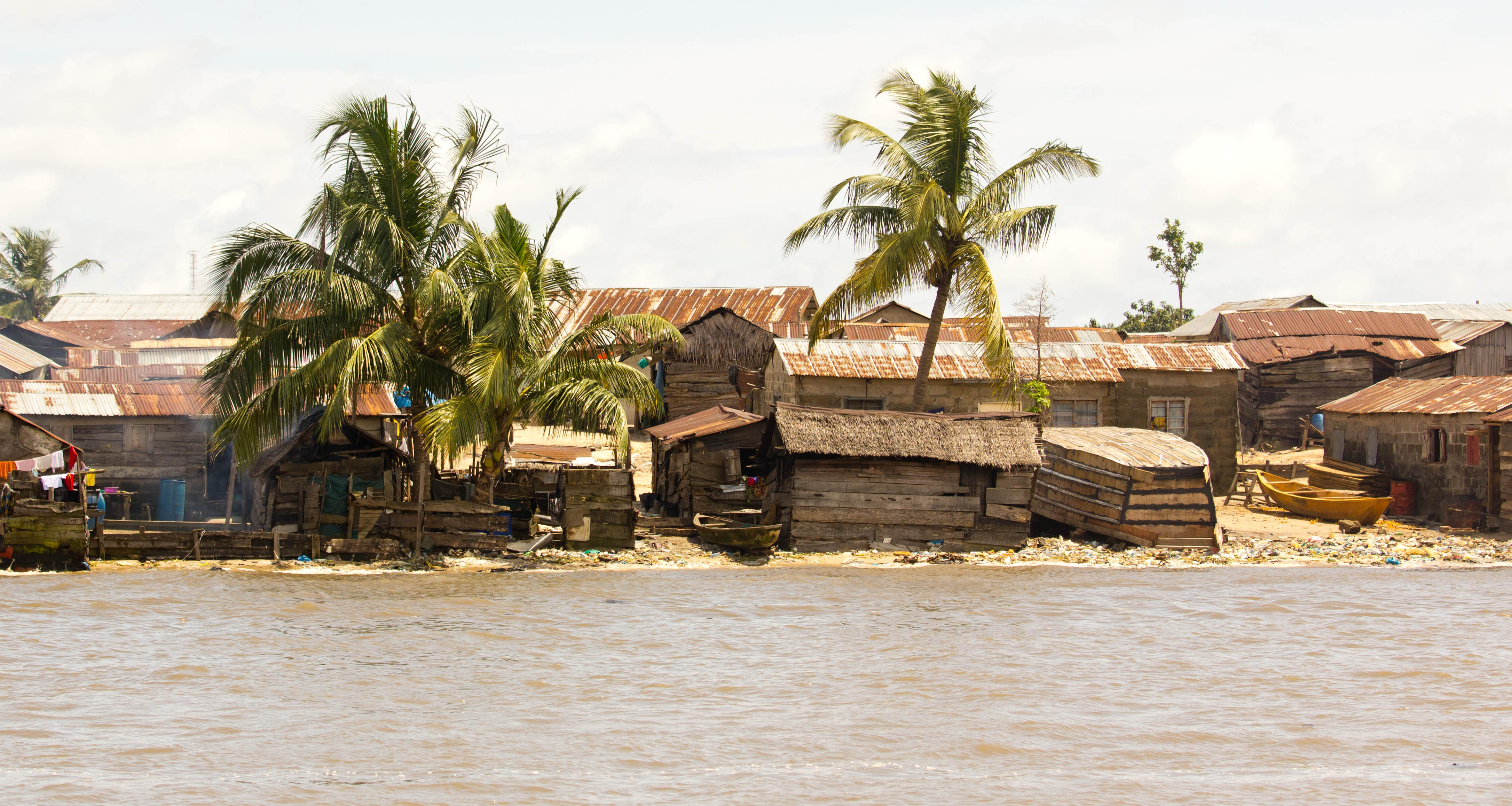
Лагос, 2011

- 2001 — Начинает выходить ежедневная газета «The Independent».
- 2002
  - Город разделен на 57 районов местного самоуправления.
  - Основан Панафриканский университет в Лагосе.
  - Взрыв арсенала в Лагосе.
- 2003
  - Оба Рилван Акиолу принимает власть.
  - Начинает выходить газета «The Sun».
- 2004
  - Основан «Spring Bank».
  - Открыт кинотеатр «Silverbird».[36]
- 2005
  - Начинает выходить газета «Business Day».
  - Основан колледж «SunRise Sixth Form College».
  - Население в агломерации: 8 767 000.[32]
  - 16 ноября: пожар в Эбуте Метта.[37]
- 2006
  - Начинает выходить газета «The Nation».
  - Построен портовый комплекс острова Тин Кан.[38]
  - Основан ФинБанк.
  - Открывается магазин «Palms Shopping Mall».
  - Май — взрыв трубопровода Атлас Крик.
  - Декабрь — взрыв трубопровода в Абуле Эгба.
  - Ток-шоу «Moments with Mo» начинает вещание.[39]
- 2007
  - Апрель: состоялись государственные выборы; Губернатором штата Лагос становится Бабатунде Фашола.[40]
  - Построен стадион «Теслим Балогун».
  - Основан Центр современного искусства.[41]
- 2008
  - Начинает выходить газета «Next».
  - Основан футбольный клуб «My People».
  - Взрыв трубопровода в Иджегуне.
- 2009 — Открыт Центр искусства и культуры «Nike».[39]
- 2010
  - В первый раз проводится фотографический фестиваль «Lagos Photo».
- 2011
  - В первый раз проводится ежегодняя Неделя моды в Лагосе.[42]
  - Созданы банки «Enterprise Bank Limited», «Keystone Bank Limited» и «Mainstreet Bank Limited».
  - Бизнес начинают молл города Икеджа,[43] магазин «L’Espace» и офис Google[44].
- 2012
  - Снесены трущобы Макоко.
  - В первый раз проводится новогодний фестиваль «Lagos Countdown».
- 2013
  - В Лагосе открывается первый в Нигерии вантовый мост «Lekki-Ikoyi Link Bridge».
  - Построена плавучая школа в Макоко.[45]
  - Начинается строительство делового комплекса «Eko Atlantic».
- 2014
  - Вспышка вируса Эбола в Западной Африке; в Нигерии лишь 20 случаев, все в штатах Лагос и Риверс.
  - 12 сентября: Обрушение гостевого здания при церкви в Икотун-Эгбе, более 100 погибших, в основном иностранцы с ЮАР.
- 2015 — 12 августа: крушение вертолета в Овороншоки.[46]
- 2018 — Чемпионат Африки по лёгкой атлетике в Лагосе.